# Лесото на літніх Олімпійських іграх 2008
Лесото брала участь у Літніх Олімпійських іграх 2008 року в Пекіні (Китай), в дев'ятий раз за свою історію, але не завоювала жодної медалі. Збірну країни представляла п'ять спортсменів.

## Результати

### Бокс
| Спортсмен             | Вагова категорія | Перший раунд            | Другий раунд     | Третій раунд     | Чвертьфінал      | Півфінал         | Фінал            | Фінал            |
| Спортсмен             | Вагова категорія | Суперник Рахунок        | Суперник Рахунок | Суперник Рахунок | Суперник Рахунок | Суперник Рахунок | Суперник Рахунок | Місце            |
| --------------------- | ---------------- | ----------------------- | ---------------- | ---------------- | ---------------- | ---------------- | ---------------- | ---------------- |
| Емануель Табісо Нкету | до 54 кг         | Брюно Жюлі (MRI) П 8-17 | Завершив виступи | Завершив виступи | Завершив виступи | Завершив виступи | Завершив виступи | Завершив виступи |

### Легка атлетика
| Спортсмен              | Дисципліна | Результат | Результат |
| Спортсмен              | Дисципліна | Час       | Місце     |
| ---------------------- | ---------- | --------- | --------- |
| Мосес Мокетсі Мосулі   | Марафон    | DNF       | DNF       |
| Симон Тсотанг Майне    | Марафон    | DNF       | DNF       |
| Клемент Мабутіл Лебопо | Марафон    | DNF       | DNF       |

| Спортсменка     | Дисципліна | Результат | Результат |
| Спортсменка     | Дисципліна | Час       | Місце     |
| --------------- | ---------- | --------- | --------- |
| Маморалло Тьока | Марафон    | DNF       | DNF       |